# Sugandha Mishra
Sugandha Mishra (nacida el 23 de mayo de 1988 en Jalandhar, Punjab) es una cantante y presentadora de televisión india. Ella fue la semifinalista del reality show de Honda Hero - Sa Re Ga Ma Pa Superstar. También fue una contendiente del programa humorístico "The Great Indian Laughter Challenge".

## Eventos y espectáculos
1. Realiza en Singapur Khalsa una Asociación en Singapur.
2. Realizado en Ust.Allauddin Khan Sangeet Kala Academy en Bhopal.
3. Realiza en Amar Sangeet Kala Kendra Reino Unido rama Kholla.

## Programas de televisión
1. Don't Worry Chachu as Bhawana C. Desai on sab TV,
2. Comedy Circus Ke Taansen on Sony Entertainment Television (India)
3. The Great Indian Laughter Challenge on STAR One
4. Laughter ke phatke
5. Laughter champions on star plus
6. Comedy gags on masti channel,
7. Hero Honda - Sa Re Ga Ma Pa Singing Superstar on Zee TV
8. Chhote Miyan Bade Miyan on Colors
9. Chhote Miyan Chapter 2 on Colors